# Okan Derici
Okan Derici (* 16. April 1993 in Gießen) ist ein deutsch-türkischer Fußballspieler.

## Karriere

### Vereine
Derici spielte in seiner Jugend zunächst für Eintracht Lollar und die TSG Wieseck, bevor er 2008 zu Eintracht Frankfurt wechselte. Er war sowohl in der B- als auch in der A-Jugend Stammkraft. Zur Saison 2011/12 wechselte er in die Türkei zum Erstligisten Galatasaray Istanbul. Bei diesem konnte er sich jedoch nicht durchsetzen. Er spielte hauptsächlich für die zweite Mannschaft und bestritt für die Profis lediglich einen Pflichteinsatz im türkischen Pokal.
Zur Saison 2013/14 wechselte er in die deutsche 3. Liga zu Rot-Weiß Erfurt. Auch in Erfurt wird Derici meist in der zweiten Mannschaft eingesetzt.
Im Februar 2014 wechselte Derici erneut in die Türkei. Dieses Mal zum Erstligisten Torku Konyaspor. Für die Saison 2014/15 wurde er an Kırklarelispor und für die Saison an Anadolu Selçukspor ausgeliehen.
In der Sommertransferperiode 2016 wurde er vom Zweitligisten Büyükşehir Gaziantepspor verpflichtet und von diesem für die Rückrunde der Saison 2016/17 an den Ligarivalen Altınordu Izmir ausgeliehen und im Januar 2019 an diesen abgegeben. 2020 bis 2021 spielte er für Ümraniyespor. Seit 2021 ist er bei Denizlispor unter Vertrag.

### Nationalmannschaft
Derici startete seine Nationalmannschaftskarriere erst in der türkischen U-16-Nationalmannschaft und entschied sich später für die Deutsche U-17-Nationalmannschaft zu spielen. Nach zwei Einsätzen für die deutsche U-17-Auswahl kehrte er zu den türkischen Jugendnationalmannschaften zurück.
Er spielte somit sowohl für deutsche als auch für türkische Jugendnationalmannschaften.

## Erfolge
Galatasaray Istanbul
- Türkischer Meister: 2012, 2013 (Ohne Einsatz)
- Türkischer Supercupsieger: 2012 (Ohne Einsatz)
- Deutscher B-Junioren-Meister: 2010